# Jorge Antonio Romero
Jorge Antonio Romero (San Luis del Palmar, Argentina; 17 de febrero de 1958) es un contador público y político argentino del Partido Justicialista. Es Diputado de la Nación Argentina por Corrientes desde 2017.

## Biografía
Romero es contador público de la Universidad de Belgrano.
Fue electo Diputado de la Nación Argentina por la Provincia de Corrientes en las Elecciones legislativas de 2017 en la lista Juntos Podemos Más. Fue reelecto en 2021.

## Historial electoral
|  | 25,58 % |

|  | 36,69 % |